# Route départementale 208 (Savoie)
Route de Val Pelouse
Pour les articles homonymes, voir Route 208.
La route départementale 208, RD 208 ou route de Val Pelouse est une route départementale de France située en Savoie. Route de montagne en impasse, elle permet de gagner l'ancienne station de sports d'hiver de Val Pelouse depuis le village d'Arvillard situé au sud-est de Chambéry, dans la chaîne de Belledonne.

## Tracé

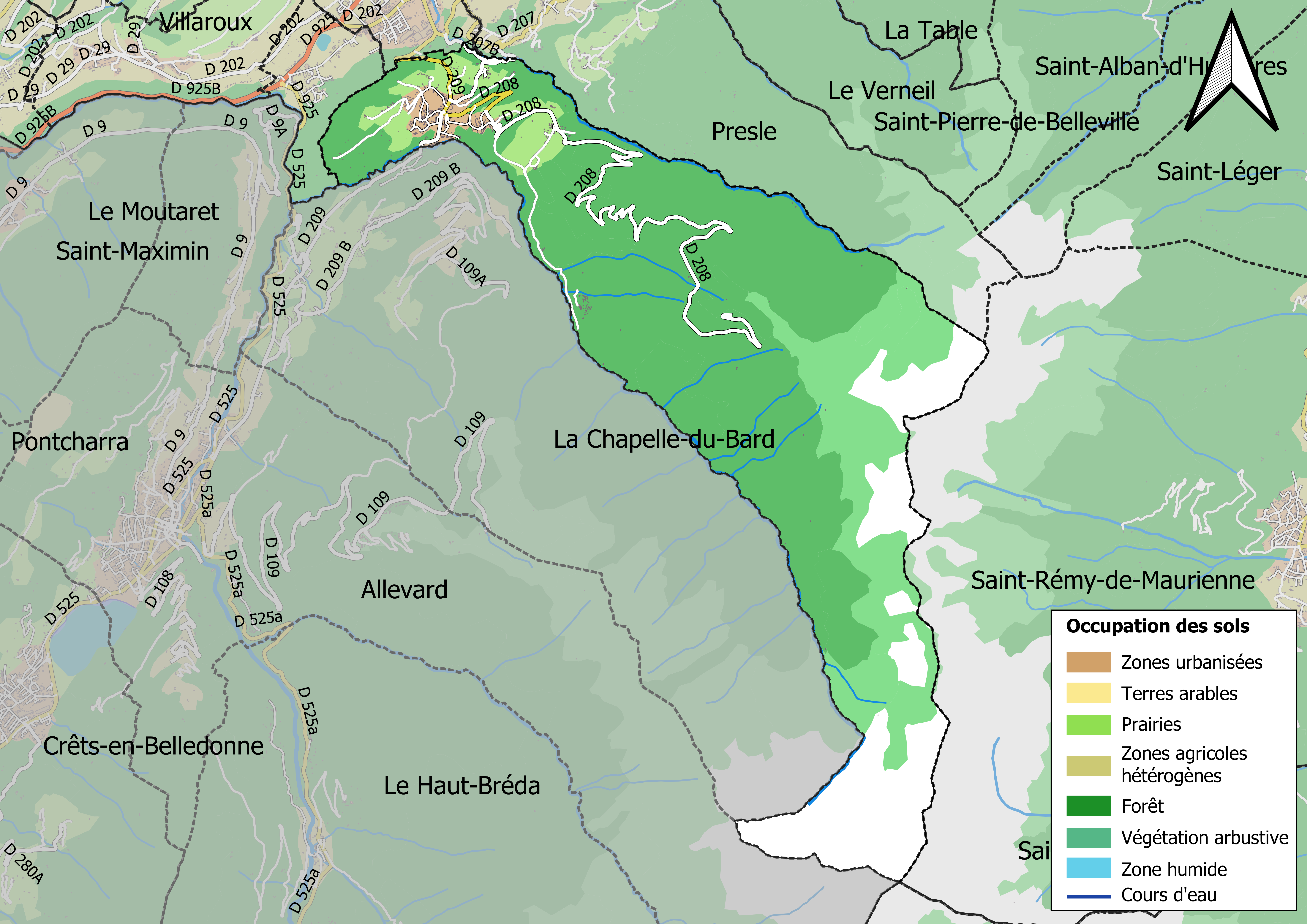
Carte de la commune d'Arvillard avec la route départementale 208 au centre du territoire communal.

La route adopte une direction générale vers le sud-est. Elle débute dans le centre d'Arvillard, au niveau de la route départementale 209, à 495 mètres d'altitude. Après une série de virages sur les hauteurs du village, elle dépasse les hameaux de la Chaz et du Molliet et pénètre dans la forêt. Au bout de 14 kilomètres d'un tracé sinueux comportant 18 virages en lacet, Val Pelouse est atteint, à la limite des alpages, à 1 700 mètres d'altitude. La déclivité moyenne est de 8,3 % et elle atteint 16,4 % sur les cent mètres les plus raides.

## Histoire
Elle est tracée en 1969, prélude à la création du stade de neige.